# Chrysolina gruevi
Chrysolina gruevi es un insecto coleóptero de la familia Chrysomelidae.
Fue descrita científicamente en 2007 por Lopatin.